# Moody Point
Der Moody Point (in Argentinien Punta Rara ‚Seltene Landspitze‘) ist eine Landspitze, die das östliche Ende der westantarktischen Joinville-Insel vor dem nordöstlichen Ende der Antarktischen Halbinsel bildet. Ihr 3 km südöstlich vorgelagert sind die Williwaw Rocks.
Der britische Polarforscher James Clark Ross entdeckte sie 1842 im Zuge seiner Antarktisexpedition (1839–1843). Ross benannte sie nach Richard Clement Moody (1813–1887) erster Gouverneur der Falklandinseln von 1843 bis 1848. Der Hintergrund der argentinischen Benennung ist nicht überliefert.